# Liga de Honor Caballeros
La Liga de Honor Caballeros (L.H.C.), es un torneo argentino de clubes de Handball organizado y regulado por la Federación Metropolitana de Balonmano. Otorga a los mejores de dicha competencia desde 2005 el pasaje al Super 4.
La primera temporada disputada se realizó en 1975 y tuvo como campeón al Club SEDALO de Lanús Oeste.
Cabe destacar que el club más ganador del torneo es River Plate  con 15 conquistas.

## Campeones
Han sido 14 los campeones a lo largo de la historia, por lo que es destacable que el primer club en defender la corona fue Ferrocarril Oeste (1984, 1985 y 1986). Años más tarde, el Club Nuestra Señora de Luján logró alzarse con cinco trofeos consecutivos (de 1996 a 2001), siendo el primero y el único en hacerlo hasta que River Plate lo consiguió entre el apertura 2005 y el clausura 2007.

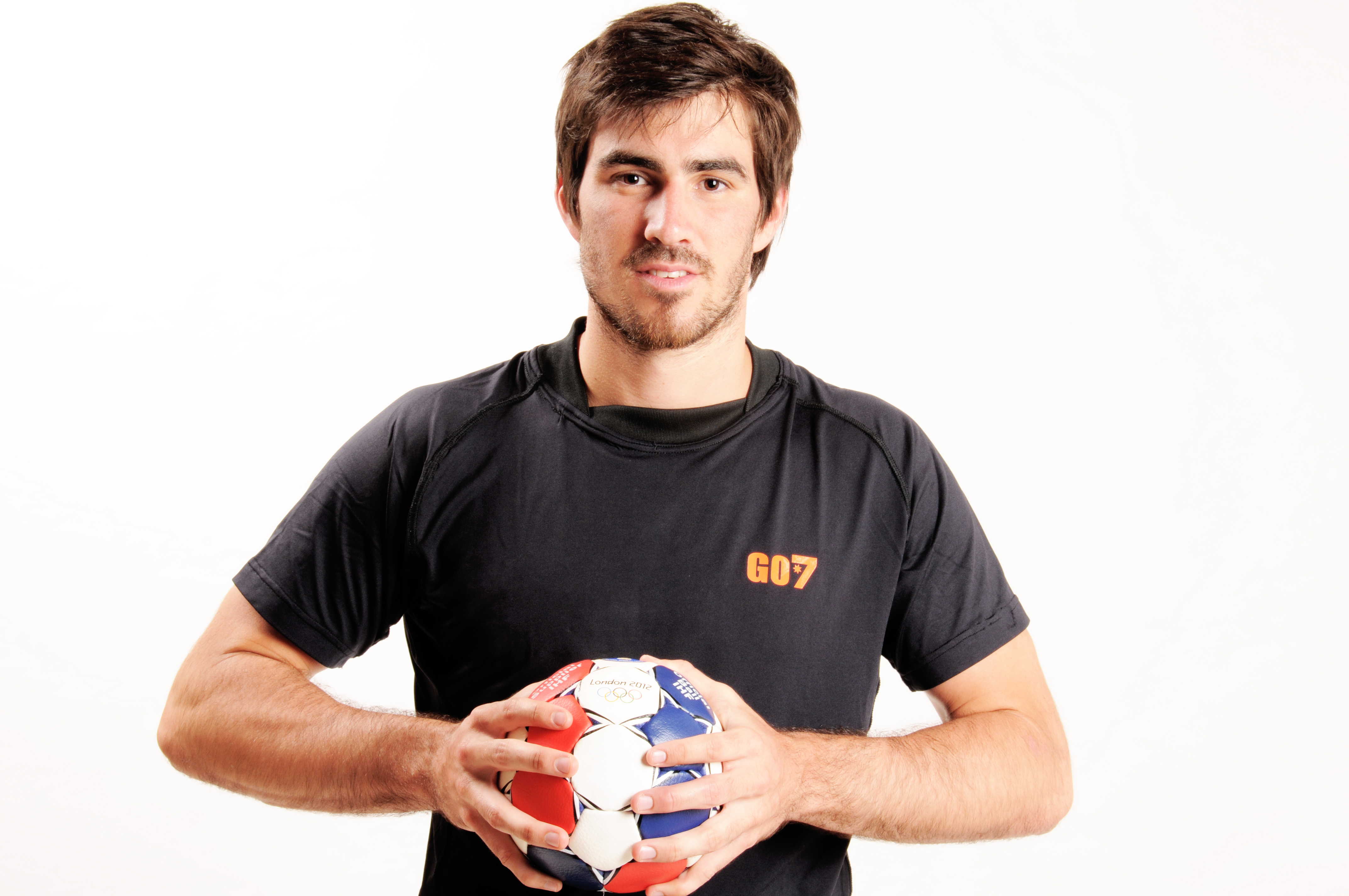
Sebastián Simonet, actual jugador de la Selección Argentina y exjugador de Villa Ballester

| Año  | Campeón                 |
| ---- | ----------------------- |
| 1975 | S.E.D.A.L.O.            |
| 1976 | River Plate de Belgrano |
| 1977 | S.A.G. Villa Ballester  |
| 1978 | River Plate de Belgrano |
| 1979 | Estudiantes de La Plata |
| 1980 | S.A.G. Polvorines       |
| 1981 | Afalp                   |
| 1982 | S.A.G. Villa Ballester  |
| 1983 | River Plate de Belgrano |
| 1984 | Ferro Carril Oeste      |
| 1985 | Ferro Carril Oeste      |
| 1986 | Ferro Carril Oeste      |
| 1987 | S.A.G. Villa Ballester  |
| 1988 | River Plate de Belgrano |
| 1989 | Ferro Carril Oeste      |
| 1990 | S.E.D.A.L.O.            |
| 1991 | S.E.D.A.L.O.            |
| 1992 | Inef M.Belgrano         |
| 1993 | Inef M.Belgrano         |
| 1994 | Nuestra Señora de Luján |
| 1995 | Ferro de Merlo          |
| 1996 | Nuestra Señora de Luján |
| 1997 | Nuestra Señora de Luján |
| 1998 | Nuestra Señora de Luján |
| 1999 | Nuestra Señora de Luján |
| 2000 | Nuestra Señora de Luján |
| 2001 | Nuestra Señora de Luján |
| 2002 | S.A.G. Villa Ballester  |

| Año           | Campeón                 | Subcampeón              | Tercer puesto           |
| ------------- | ----------------------- | ----------------------- | ----------------------- |
| 2003          | River Plate de Belgrano | A.A. Quilmes            | S.A.G. Lomas            |
| 2004          | River Plate de Belgrano | Ward                    | S.A.G. Lomas            |
| Apertura 2005 | Ward                    | River Plate de Belgrano | A.A. Quilmes            |
| Clausura 2005 | River Plate de Belgrano | Ward                    | S.A.G. Lomas            |
| Apertura 2006 | River Plate de Belgrano | Ward                    | A.A. Quilmes            |
| Clausura 2006 | River Plate de Belgrano | S.A.G. Lomas            | A.A. Quilmes            |
| Apertura 2007 | River Plate de Belgrano | Argentinos Juniors      | S.A.G. Polvorines       |
| Clausura 2007 | River Plate de Belgrano | S.A.G. Polvorines       | A.A. Quilmes            |
| Apertura 2008 | S.A.G. Lomas            | Ferro Carril Oeste      | River Plate de Belgrano |
| Clausura 2008 | River Plate de Belgrano | S.A.G. Polvorines       | S.A.G. Lomas            |
| Apertura 2009 | River Plate de Belgrano | S.E.D.A.L.O.            | S.A.G. Villa Ballester  |
| Clausura 2009 | River Plate de Belgrano | Ferro Carril Oeste      | A.A. Quilmes            |
| Apertura 2010 | A.A. Quilmes            | S.A.G. Polvorines       | River Plate de Belgrano |
| Clausura 2010 | A.A. Quilmes            | Ward                    | River Plate de Belgrano |
| Apertura 2011 | Ward                    | Ferro Carril Oeste      | A.A. Quilmes            |
| Clausura 2011 | Ward                    | S.A.G. Villa Ballester  | River Plate de Belgrano |
| Apertura 2012 | River Plate de Belgrano | Ward                    | S.E.D.A.L.O.            |
| Clausura 2012 | A.A. Quilmes            | S.E.D.A.L.O.            | S.A.G. Polvorines       |
| Apertura 2013 | Ward                    | S.E.D.A.L.O.            | S.A.G. Villa Ballester  |
| Clausura 2013 | S.A.G. Villa Ballester  | River Plate de Belgrano | Ward                    |
| Apertura 2014 | S.A.G. Villa Ballester  | River Plate de Belgrano | A.A. Quilmes            |
| Clausura 2014 | S.A.G. Villa Ballester  | S.A.G. Polvorines       | Ward                    |
| Apertura 2015 | UNLu                    | S.A.G. Villa Ballester  | Ward                    |
| Clausura 2015 | Ward                    | Ferro Carril Oeste      | River Plate de Belgrano |
| Apertura 2016 | S.A.G. Villa Ballester  | UNLu                    | River Plate de Belgrano |
| Clausura 2016 | UNLu                    | Ferro Carril Oeste      | S.A.G. Villa Ballester  |
| Apertura 2017 | UNLu                    | Ward                    | S.A.G. Villa Ballester  |
| Clausura 2017 | UNLu                    | Dorrego                 | S.A.G. Villa Ballester  |
| Apertura 2018 | Ferro Carril Oeste      | UNLu                    | S.A.G. Villa Ballester  |

## Títulos por equipo
| Equipo                  | 1° Puesto | 2° Puesto | 3° Puesto |
| ----------------------- | --------- | --------- | --------- |
| River Plate de Belgrano | 15        | 3         | 6         |
| S.A.G. Villa Ballester  | 8         | 2         | 6         |
| Nuestra Señora de Luján | 7         | 0         | 0         |
| UNLu + INEF M. Belgrano | 6         | 2         | 0         |
| Ward                    | 5         | 6         | 3         |
| Ferro Carril Oeste      | 6         | 5         | 0         |
| UNLu.                   | 4         | 1         | 0         |
| S.E.D.A.L.O.            | 3         | 3         | 1         |
| A.A. Quilmes            | 3         | 1         | 7         |
| Inef. M Belgrano (UNLu) | 2         | 0         | 0         |
| S.A.G. Polvorines       | 1         | 4         | 2         |
| S.A.G. Lomas            | 1         | 1         | 4         |
| Afalp                   | 1         | 0         | 0         |
| Estudiantes de La Plata | 1         | 0         | 0         |
| Ferro de Merlo          | 1         | 0         | 0         |
| Argentinos Juniors      | 0         | 1         | 0         |
| Dorrego                 | 0         | 1         | 0         |

## Tabla de posiciones 2017

### Clausura 2017
| Club                    | Pts | PJ | G  | E | P  | GF  | GC  | DG  |
| ----------------------- | --- | -- | -- | - | -- | --- | --- | --- |
| UNLu                    | 37  | 13 | 12 | 0 | 1  | 413 | 330 | 83  |
| Dorrego                 | 35  | 13 | 11 | 0 | 2  | 335 | 307 | 28  |
| S.A.G. Villa Ballester  | 33  | 13 | 10 | 0 | 3  | 415 | 360 | 55  |
| Ferro Carril Oeste      | 31  | 13 | 9  | 0 | 4  | 364 | 331 | 33  |
| S.E.D.A.L.O.            | 28  | 13 | 7  | 1 | 5  | 344 | 323 | 21  |
| River Plate de Belgrano | 28  | 13 | 7  | 1 | 5  | 331 | 315 | 16  |
| A. A. Quilmes           | 28  | 13 | 7  | 1 | 5  | 341 | 344 | -3  |
| Ferro Carril Mitre      | 27  | 13 | 7  | 0 | 6  | 327 | 333 | -6  |
| Ward                    | 26  | 13 | 6  | 1 | 6  | 357 | 351 | 6   |
| Vi.Lo                   | 24  | 13 | 5  | 1 | 7  | 307 | 327 | -20 |
| S.A.G. Polvorines       | 21  | 13 | 4  | 0 | 9  | 352 | 378 | -26 |
| Nuestra Señora de Luján | 16  | 13 | 1  | 1 | 11 | 311 | 358 | -47 |
| Defensa y Justicia      | 15  | 13 | 1  | 0 | 12 | 279 | 321 | -42 |
| Estudiantes de La Plata | 15  | 13 | 1  | 0 | 12 | 289 | 387 | -98 |

Fuente: FeMeBal Archivado el 21 de enero de 2018 en Wayback Machine.
Posiciones generales 2017
| Club                    | Pts | PJ | G  | E | P  | GF  | GC  | DG   |
| ----------------------- | --- | -- | -- | - | -- | --- | --- | ---- |
| UNLu                    | 74  | 26 | 24 | 0 | 2  | 771 | 634 | 137  |
| S.A.G. Villa Ballester  | 66  | 26 | 19 | 2 | 5  | 811 | 692 | 119  |
| Ferro Carril Oeste      | 64  | 26 | 18 | 2 | 6  | 745 | 654 | 91   |
| Ward                    | 63  | 26 | 18 | 1 | 7  | 729 | 652 | 77   |
| Dorrego                 | 63  | 26 | 18 | 1 | 7  | 680 | 633 | 47   |
| River Plate de Belgrano | 52  | 26 | 12 | 2 | 12 | 645 | 631 | 14   |
| Ferro Carril Mitre      | 52  | 26 | 12 | 2 | 12 | 638 | 663 | -25  |
| A.A. Quilmes            | 51  | 26 | 11 | 3 | 12 | 690 | 686 | 4    |
| S.E.D.A.L.O.            | 49  | 26 | 10 | 3 | 13 | 643 | 639 | 4    |
| S.A.G. Polvorines       | 46  | 26 | 10 | 0 | 16 | 727 | 743 | -16  |
| Defensa y Justicia      | 42  | 26 | 8  | 0 | 18 | 581 | 637 | -56  |
| Vi.Lo*                  | 40  | 26 | 6  | 2 | 18 | 584 | 721 | -137 |
| Estudiantes de La Plata | 36  | 26 | 4  | 2 | 20 | 638 | 766 | -128 |
| Nuestra Señora de Luján | 30  | 26 | 1  | 2 | 23 | 582 | 713 | -131 |

Fuente: FeMeBal Archivado el 23 de enero de 2018 en Wayback Machine.
| Ascensos           |
| ------------------ |
| S.A.G. Lomas       |
| Argentinos Juniors |
| Juventud Unida*    |

*Reclasificación
```
             
Vi.Lo
       18 (25)            
VS
[
52
]
           25 (29) 
Juventud Unida
```

Tabla general de la Primera División FeMeBAL
| Club                       | Pts | PJ | G  | E | P  | GF  | GC  | DG   |
| -------------------------- | --- | -- | -- | - | -- | --- | --- | ---- |
| S.A.G. Lomas               | 73  | 26 | 23 | 1 | 2  | 772 | 592 | 180  |
| Argentinos Juniors         | 70  | 26 | 22 | 0 | 4  | 689 | 545 | 144  |
| Juventud Unida             | 67  | 26 | 20 | 1 | 5  | 815 | 657 | 158  |
| Muni. San Miguel           | 59  | 26 | 15 | 3 | 8  | 664 | 622 | 42   |
| Cid Moreno                 | 59  | 26 | 16 | 1 | 9  | 661 | 623 | 38   |
| Vélez Sárfield             | 57  | 26 | 15 | 1 | 10 | 696 | 639 | 57   |
| CI.DE.CO.                  | 55  | 26 | 13 | 3 | 10 | 684 | 715 | -31  |
| C.A. Lanús                 | 47  | 26 | 9  | 3 | 14 | 713 | 776 | -63  |
| U.B.A                      | 46  | 26 | 10 | 0 | 16 | 657 | 693 | -36  |
| S.A.G. Villa Ballester "B" | 44  | 26 | 8  | 2 | 16 | 590 | 650 | -60  |
| Dorrego "B"                | 43  | 26 | 8  | 1 | 17 | 579 | 629 | -50  |
| A.F.A.L.P.                 | 42  | 26 | 7  | 2 | 17 | 696 | 739 | -43  |
| Vi.Lo "B" (Directo)        | 36  | 26 | 4  | 2 | 20 | 607 | 744 | -137 |
| Platense (Directo)         | 30  | 26 | 2  | 0 | 24 | 553 | 752 | -199 |

- Ascensos directos: Muñiz; Muni. Hurlingham.

Fuentes: FeMeBal 1 Archivado el 25 de enero de 2018 en Wayback Machine. 2 Archivado el 25 de enero de 2018 en Wayback Machine.

## Formato
- Anualmente cada equipo disputa en total 26 partidos de liga, divididos en dos tramos (Torneo Apertura y Clausura), con dos campeones posibles en dichos campeonatos.
- Si un equipo iguala en puntos con otro en la tabla (Apertura, Clausura, General -sumatoria de los dos anteriores-) se priorizará a aquel con mejor diferencia de gol, de igual forma se considerará el sistema olímpico y los goles a favor a lo largo del año, si la igualdad se mantiene se procederá a un sorteo.
- Para determinar el descenso de un equipo se debe considerar las posiciones generales, es decir la sumatoria de puntos tanto del apertura como del clausura de ese mismo año.
- Descienden directo los dos últimos de la general y son reemplazados por los dos primeros de la categoría inferior.
- El ante penúltimo de la L.H.C. deberá disputar dos encuentros "reclasificatorios" contra el tercer equipo mejor posicionado de la categoría inferior, en caso de que el club de la Liga de Honor gane, seguirá en dicha división la próxima temporada, si pierde será relegado a la segunda categoría en importancia y ascenderá el equipo que lo derrotó.
- La segunda categoría se denomina "Primera división de la FeMeBal".
- Los equipos campeones de ambos torneos clasificarán al Nacional de Clubes del siguiente año, en caso de que durante el año el campeón sea un solo equipo se procederá a clasificar a los campeones de las dos anteriores ediciones del Metropolitano. La última vez que sucedió este hecho fue en 2017 cuando UNLu fue el campeón tanto en el apertura como en el clausura de ese mismo año.
- Los clubes mejor posicionados disputarán el Super 4. El campeón clasificará de manera directa mientras que del segundo al séptimo puesto deberán jugar "Play-offs", es decir el segundo con el séptimo, el tercero contra el sexto y el cuarto enfrentará al quinto mejor posicionado.

## Reglamento de fichajes
Según el artículo 117 de FeMeBal para que un jugador pueda disputar compentencias de la Federación deberá estar previamente incrispto a esta, así también requiere el carnet respectivo expedido por el Comité Ejecutivo, con aprobación anual (Art. 120).
Los menores de edad (hasta 18 años) deberán poseer la aprobación de sus progenitores (Art. 118).

## Clubes de la Federación
- Actualizado el 18 de enero de 2018[64]

| Club                                           | L.H.C. | Campeón (Último) | Localidad                | Provincia                 |
| ---------------------------------------------- | ------ | ---------------- | ------------------------ | ------------------------- |
| Asociación Alemana de Quilmes                  |        | Clausura 2012    | Quilmes                  | Provincia de Buenos Aires |
| All Boys                                       |        |                  | Monte Castro             | Ciudad de Buenos Aires    |
| Ateneo Don Bosco                               |        |                  | Bernal                   | Provincia de Buenos Aires |
| Afalp                                          |        | 1981             | Ciudad Jardín El Palomar | Provincia de Buenos Aires |
| Argentinos Juniors A. A.                       |        |                  | La Paternal              | Ciudad de Buenos Aires    |
| Asociación Escolar Goethe                      |        |                  | Boulogne                 | Provincia de Buenos Aires |
| Atlanta                                        |        |                  | Villa Crespo             | Ciudad de Buenos Aires    |
| Aux. Merlo                                     |        |                  | Ituzaingó                | Provincia de Buenos Aires |
| Banfield C.A.                                  |        |                  | Banfield                 | Provincia de Buenos Aires |
| Bartolomé Mitre (Ferro)                        |        |                  | San Martín               | Provincia de Buenos Aires |
| Bomberos La Matanza                            |        |                  | Ramos Mejía              | Provincia de Buenos Aires |
| Campana Boat                                   |        |                  | Campana                  | Provincia de Buenos Aires |
| Cedem Caseros                                  |        |                  | Caseros                  | Provincia de Buenos Aires |
| Centro Asturiano                               |        |                  | Vicente López            | Provincia de Buenos Aires |
| Chacarita Juniors C.A.                         |        |                  | San Martín               | Provincia de Buenos Aires |
| Cid. Moreno                                    |        |                  | Moreno                   | Provincia de Buenos Aires |
| CI.DE.CO.                                      |        |                  | Lanús                    | Provincia de Buenos Aires |
| Círculo Devoto                                 |        |                  | C.A.B.A                  | Ciudad de Buenos Aires    |
| Colegio Guadalupe                              |        |                  | C.A.B.A                  | Ciudad de Buenos Aires    |
| Colegio del Parque                             |        |                  | Ramos Mejía              | Provincia de Buenos Aires |
| Comunicaciones                                 |        |                  | Agronomía                | Ciudad de Buenos Aires    |
| Colegio Ward                                   |        | Clausura 2015    | Villa Sarmiento          | Provincia de Buenos Aires |
| Defensa y Justicia C. A.                       |        |                  | Florencio Varela         | Provincia de Buenos Aires |
| Defensores de Glew                             |        |                  | Almirante Brown          | Provincia de Buenos Aires |
| Defensores de Moreno                           |        |                  | Moreno                   | Provincia de Buenos Aires |
| Deportivo Laferrere                            |        |                  | Gregorio de Laferrere    | Provincia de Buenos Aires |
| Club Cultural Guernica                         |        |                  | Guernica                 | Provincia de Buenos Aires |
| El Portugués                                   |        |                  | Isidro Casanova          | Provincia de Buenos Aires |
| E. M. Dorrego                                  |        |                  | Dorrego                  | Provincia de Buenos Aires |
| Escuela Mariano Moreno                         |        |                  | Don Bosco-Quilmes        | Provincia de Buenos Aires |
| Escuela Nro. 2 de Haedo                        |        |                  | Haedo                    | Provincia de Buenos Aires |
| Estrella de Boedo                              |        |                  | Boedo                    | Ciudad de Buenos Aires    |
| Estudiantes (LP) H.C.                          |        | 1979             | La Plata                 | Provincia de Buenos Aires |
| Ferro Carril Oeste                             |        | 1989             | Caballito                | Ciudad de Buenos Aires    |
| General Lamadrid                               |        |                  | General La Madrid        | Ciudad de Buenos Aires    |
| Handball La Patriada                           |        |                  | Florencio Varela         | Provincia de Buenos Aires |
| Huracán C.A.                                   |        |                  | Parque Patricios         | Ciudad de Buenos Aires    |
| Instituto Dickens                              |        |                  | C.A.B.A                  | Ciudad de Buenos Aires    |
| Indep. Munic. de Lomas                         |        |                  | Lomas de Zamora          | Provincia de Buenos Aires |
| Instituto José Hernández                       |        |                  | Villa Ballester          | Provincia de Buenos Aires |
| Instituto Grilli                               |        |                  | Monte Grande             | Provincia de Buenos Aires |
| Instituto J.L. Larre                           |        |                  | González Catán           | Provincia de Buenos Aires |
| Junta Vecinal J.C. Varela                      |        |                  | Avellaneda-Dock Sud      | Provincia de Buenos Aires |
| Club Deportivo y Social Juventud Unida         |        |                  | San Miguel               | Provincia de Buenos Aires |
| Lanús                                          |        |                  | Lanús                    | Provincia de Buenos Aires |
| Lugano Tennis                                  |        |                  | Villa Lugano             | Ciudad de Buenos Aires    |
| Mariano Moreno Wilde                           |        |                  | Wilde                    | Provincia de Buenos Aires |
| Municipalidad de Almirante Brown               |        |                  | Burzaco                  | Provincia de Buenos Aires |
| Municipalidad de Escobar                       |        |                  | Belén de Escobar         | Provincia de Buenos Aires |
| Municipalidad de Hurlingham                    |        |                  | Hurlingham               | Provincia de Buenos Aires |
| Municipalidad de San Miguel                    |        |                  | San Miguel               | Provincia de Buenos Aires |
| Municipalidad de Pilar                         |        |                  | Pilar                    | Provincia de Buenos Aires |
| Municipalidad de Quilmes                       |        |                  | Quilmes                  | Provincia de Buenos Aires |
| Municipalidad de Vicente López (Vi.Lo)         |        |                  | Vicente López            | Provincia de Buenos Aires |
| Club Social y Deportivo Muñiz                  |        |                  | San Miguel               | Provincia de Buenos Aires |
| Náutico Arsenal Zárate                         |        |                  | Zárate                   | Provincia de Buenos Aires |
| Nuestra Señora del Luján                       |        | 2001             | San Martín               | Provincia de Buenos Aires |
| Paso del Rey Social Club                       |        |                  | Paso del Rey             | Provincia de Buenos Aires |
| Platense C.A.                                  |        |                  | Vicente López            | Provincia de Buenos Aires |
| Racing Club                                    |        |                  | Avellaneda               | Provincia de Buenos Aires |
| River Plate C.A.                               |        | Apertura 2012    | Belgrano                 | Ciudad de Buenos Aires    |
| Rosario Peñaloza                               |        |                  | Florencio Varela         | Provincia de Buenos Aires |
| San Lorenzo de Almagro C.A.                    |        |                  | Flores                   | Ciudad de Buenos Aires    |
| San Telmo                                      |        |                  | Isla Maciel              | Provincia de Buenos Aires |
| Sagrado Corazón                                |        |                  | Florencio Varela         | Provincia de Buenos Aires |
| S.A.G. Lomas de Zamora                         |        | Apertura 2008    | Lomas de Zamora          | Provincia de Buenos Aires |
| Sociedad Alemana de Gimnasia de Los Polvorines |        | 1980             | Los Polvorines           | Provincia de Buenos Aires |
| SAG Ballester                                  |        | Apertura 2016    | Villa Ballester          | Provincia de Buenos Aires |
| S.E.C.L.A.                                     |        |                  | Lanús Oeste              | Provincia de Buenos Aires |
| SEDALO                                         |        | 1991             | Lanús Oeste              | Provincia de Buenos Aires |
| Sociedad de Fomento Don Bosco                  |        |                  | Ramos Mejía              | Provincia de Buenos Aires |
| Sociedad de Fomento Villa Rita                 |        |                  | Lomas de Zamora          | Provincia de Buenos Aires |
| Social y Deportivo Catan                       |        |                  | Luján Pilar Mercedes     | Provincia de Buenos Aires |
| Temperley                                      |        |                  | Temperley                | Provincia de Buenos Aires |
| UAI Urquiza                                    |        |                  | Ituzaingó                | Provincia de Buenos Aires |
| Universidad de Buenos Aires                    |        |                  | Ciudad Universitaria     | Ciudad de Buenos Aires    |
| UNLu                                           |        | Clausura 2017    | Luján                    | Provincia de Buenos Aires |
| Vélez Sarsfield C.A.                           |        |                  | Liniers                  | Ciudad de Buenos Aires    |
| Villa Calzada                                  |        |                  | Rafael Calzada           | Provincia de Buenos Aires |
| Villa Modelo                                   |        |                  | Avellaneda-Gerli         | Provincia de Buenos Aires |
| Yupanqui                                       |        |                  | Villa Lugano             | Ciudad de Buenos Aires    |

- Notas:

-
En 1992 y 1993 el campeón fue INEF Belgrano, actual UNLu.
- En 1995 Ferro de Merlo se proclamó vencedor del torneo.